# Philip Stenmalm
Philip Stenmalm (Vaxjö, 3 de marzo de 1992) es un jugador de balonmano sueco que juega de lateral izquierdo en el Ystads IF. Es internacional con la selección de balonmano de Suecia.
Es hermano del también balonmanista Elliot Stenmalm.

## Palmarés

### Drott
- Liga sueca de balonmano masculino (1): 2013

## Clubes
- HK Drott (2011-2014)
- Ciudad de Logroño (2014-2016)
- KIF København (2016-2018)
- Pays d'Aix (2018-2019)
- Orlen Wisła Płock (2019-2021)
- Ystads IF (2021- )